# Trigonometopsis
Trigonometopsis är ett släkte av tvåvingar. Trigonometopsis ingår i familjen lövflugor.
Kladogram enligt Catalogue of Life:
| Trigonometopsis | \| \| Trigonometopsis binotata \| \| \| \| \| \| Trigonometopsis punctipennis \| \| \| \| |
|                 | \| \| Trigonometopsis binotata \| \| \| \| \| \| Trigonometopsis punctipennis \| \| \| \| |
|                 | Trigonometopsis binotata                                                                  |
|                 |                                                                                           |
|                 | Trigonometopsis punctipennis                                                              |
|                 |                                                                                           |